# David Jassy
David Moses Jassy (født 11. april 1974 i Solna, Sverige) er en svensk musiker, sangskriver, og musikproducent.
Den 4. marts 2010 blev han ved retten i Los Angeles dømt for drab på den norske pianist og komponist John Osnes. Jassy kan tidligst blive benådet i 2024. 

## Biografi
Jassy blev født af en gambisk far og en estisk mor. Han og Andrés Avellan dannede R & B- hip hop duoen, navigatørerne.
i 1999 udgav de deres tredje og mest succesfulde single "Superstar".han er også kendt under sit kunstnernavn Dave Monopoly. David Jassy har især skrevet og produceret sange for Ashley Tisdale , Heidi Montag og Darin .

## Sangproduktioner
Jassy har skrevet "Be Good to Me" og "Not Like That" fra Ashley Tisdale's album Headstrong og "It's Alright, It's OK" og "Crank It Up" fra Tisdale's Guilty Pleasure. han har ogs¨å skrevet Goodbye to Yesterday og "Back Off" til No Angels, "Love Struck" til VFactory", "Runaway" og "Karma" for Darin, "Body Language" for Heidi Montag og "Pyramid" for Charice.

## Retsforfølgesen
Jassy blev anholdt af politiet i Los Angeles den 23 november, 2008.mistanken om mordet på jazzmusikeren John Osnes kom efter en konfrontation ved en korsvej den foregående dag.